# Masaaki Katō
Masaaki Katō (jap. 加藤 正明, Katō Masaaki; * 22. Dezember 1958 in Nagoya, Präfektur Aichi) ist ein ehemaliger japanischer Fußballspieler.

## Nationalmannschaft
1981 debütierte Katō für die japanische Fußballnationalmannschaft. Katō bestritt drei Länderspiele und erzielte dabei ein Tor.